# Zorzines armeniaca
Zorzines armeniaca là một loài bướm đêm trong họ Noctuidae.